# Ismael Undurraga Echazarreta
Ismael Undurraga Echazarreta (1888-Valparaíso, 4 de marzo de 1926) fue un comerciante y político chileno, miembro del Partido Radical (PR). Se desempeñó como diputado (1924) y senador de la República (1926).

## Familia y estudios
Nació en 1888, hijo de Adrián Undurraga Vicuña y Celia Echazarreta Pereira. Realizó sus estudios primarios y secundarios en el Colegio San Pedro Nolasco. Se dedicó a los negocios agrícolas, al comercio y a la creación de sociedades anónimas, de algunas de las cuales, fue director.

## Carrera política
En el ámbito político, ingresó a militar en las filas del Partido Radical (PR) en 1918, y en elecciones parlamentarias de 1924, se postuló como candidato a diputado por San Felipe, Los Andes y Putaendo, resultando electo para el período legislativo 1924-1927. En su gestión integró la Comisión Permanente de Relaciones Exteriores y Culto, y en cuanto a su labor parlamentaria, en julio de 1924 presentó un proyecto de ley en favor de las familias de los maestros primarios que fallecieron por esos días; el proyecto estaba basado en principios de cooperación y tuvo aceptación general. Por otra parte, no logró finalizar su período debido a la disolución del Congreso Nacional el 11 de septiembre de 1924, mediante un decreto de la Junta de Gobierno instaurada tras un golpe de Estado.
Dos años después, en las elecciones parlamentarias de 1925, volvió a postularse, pero esta vez como candidato a senador por la 3.ª Agrupación Provincial (correspondiente a las provincias de Aconcagua y Valparaíso), resultando también electo para el período 1926-1934. Habiendo alcanzado a asistir a la primera sesión del Senado, nuevamente no logró finalizar su período, esta vez debido a su repentino fallecimiento producto de un ataque al corazón el 4 de marzo de 1926. El 10 de mayo de ese año, el Tribunal Calificador de Elecciones (Tricel) comunicó haber proclamado en su reemplazo al abogado Aurelio Cruzat Ortega, también de militancia radical.